# Франческо II да Каррара

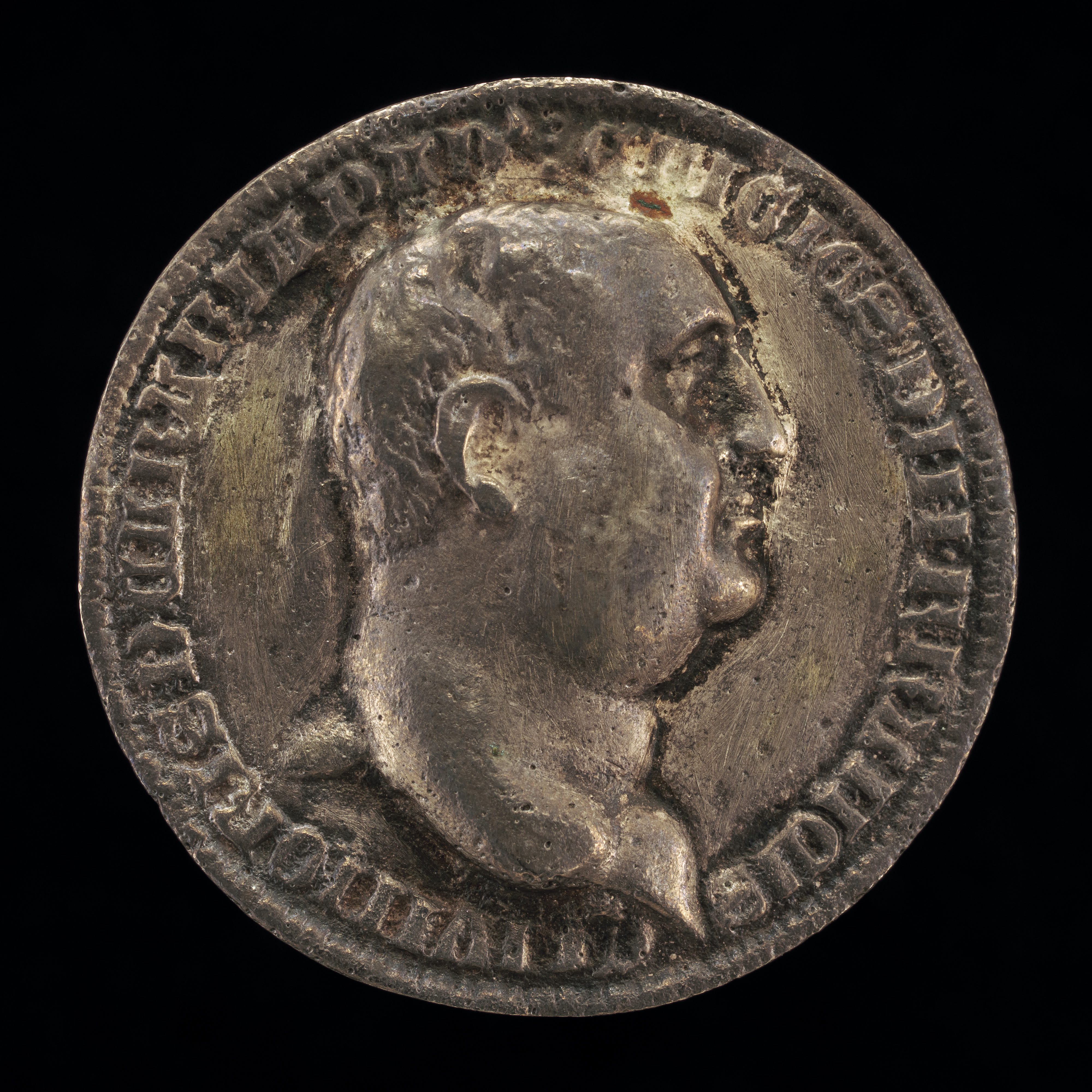
Серебряная медаль с бюстом Франческо II да Каррара

Франческо Новелло да Каррара (итал. Francesco Novello da Carrara; 19 мая 1359 — 16 января 1406) — последний сеньор Падуи (1390—1405), сеньор Вероны (1404—1405). Сын Франческо Старого (Франческо иль Веккио) (1325—1393).

## Биография
11 марта 1387 года вместе с белой ротой Джона Хоквуда разгромил имевшую численный перевес армию Вероны в битве при Кастаньяро.
После отречения отца (29 июня 1388), в 1390 году (21 июня), с помощью Венеции и Флоренции утвердил свою власть в Падуе, до этого захваченной Миланом.
Вёл многочисленные войны за расширение своих владений, участвуя во всех антимиланских лигах. От поражения его спасла смерть Джан Галеаццо Висконти в сентябре 1402 года. После этого Франческо Новелло занял Брешу (21 августа 1403 года — отказался от неё по настоянию папы Бонифация IX) и Верону (10 апреля 1404 года — совместно с Гульельмо делла Скала). После смерти Гульельмо делла Скала, случившейся 18 апреля того же года, провозгласил себя сеньором Вероны.
Против его завоевательной политики выступили бывшие союзники — венецианцы. В июне 1405 года они заняли Верону. Франческо Новелло был осаждён в Падуе и 23 ноября 1405 года сдался. Доставлен в Венецию и в январе 1406 года задушен в тюрьме вместе с двумя сыновьями. Падуя стала частью Венецианской республики.

## Семья
Жена (1377) — Таддеа д’Эсте (1365 — 23 ноября 1404), дочь Никколо II д'Эсте. Дети:
- Франческо III (1380—1406)
- Джакопо III (ум. 1406), в 1404—1405 соправитель отца в Вероне
- Убертино II (ум. 1407)
- Марсилио III (убит в 1435)
- Джилиола (1382—1416), жена Никколо III д’Эсте, умерла от чумы
- Стефано (внебрачный сын) (ум. 1434), епископ Падуи (1402—1406).